# Reazione di Paul-Bunnell
La reazione di Paul-Bunnell, conosciuta anche come sierodiagnosi di Paul-Bunnell è un esame immunologico per la diagnosi della mononucleosi infettiva. Il test si basa sulla presenza o meno, nel siero sanguigno, di anticorpi caratteristici della mononucleosi, presenti nel 90% dei casi.

## Storia
Il test fu messo a punto nel 1932 da due medici americani: John Rodman Paul (1893 - 1971) e Walls Willard Bunnell (1902 - 1965). Paul era già conosciuto per gli studi compiuti durante il periodo di lavoro all'Università di Yale e per il libro riguardo all'epidemiologia della febbre reumatica pubblicato nel 1930.

## La reazione
Il test diagnostico si divide essenzialmente in due parti: la reazione di Paul-Bunnell e la reazione di Davidsohn, spesso dunque viene chiamato anche reazione di Paul-Bunnell-Davidsohn.

### Reazione di Paul-Bunnell
In un paziente sano, il siero contiene bassi titoli di anticorpi eterofili del gruppo delle agglutinine, capaci di reagire con eritrociti di alcuni mammiferi come cavallo e montone (per questo dette agglutinine anti-montone); in un paziente con mononucleosi infettiva questi anticorpi presentano invece un alto potere di agglutinazione (circa 1:112).

### Reazione di Davidsohn

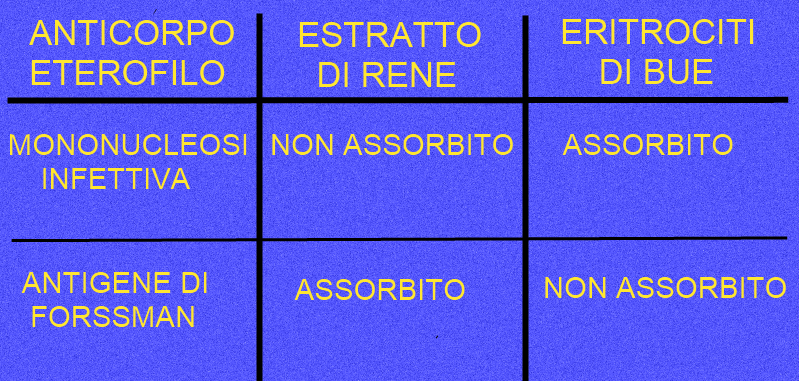
Tabella esplicativa della reazione di Davidsohn. Agglutinine anti-montone e antigene di Forssman

Normalmente le agglutinine possono essere assorbite da un'emulsione di rene di cavia, in caso di mononucleosi, invece, le agglutinine possono essere assorbite solo dalle emazie di bue. Su questa differenza si basa il test, che è di facile lettura anche ad occhio nudo: si presentano infatti ammassi di eritrociti sul fondo della provetta.

## Falsi positivi e falsi negativi
I falsi positivi sono molto rari, ma possono essere causati da:
- HIV[6]
- Leucemia
- Epatite[7]

I falsi negativi sono molto più comuni nei pazienti in età prepuberale, a causa della scarsa risposta agli anticorpi eterofili, inoltre possono presentarsi falsi negativi in caso il test sia svolto nelle fasi iniziali della malattia.